# Kavereh Gowz
Kavereh Gowz (persiska: كَويرِه گويِز, کوره گوز, Kavīreh Gūyez) är en ort i Iran.   Den ligger i provinsen Kurdistan, i den nordvästra delen av landet, 500 km väster om huvudstaden Teheran. Kavereh Gowz ligger 1 727 meter över havet och antalet invånare är 202.
Terrängen runt Kavereh Gowz är lite kuperad.Runt Kavereh Gowz är det ganska glesbefolkat, med 50 invånare per kvadratkilometer. Närmaste större samhälle är Saqqez, 19,7 km öster om Kavereh Gowz. Trakten runt Kavereh Gowz består i huvudsak av gräsmarker.